# ラデツキー級戦艦
ラデツキー級戦艦(ドイツ語:Schlachtschiff der Radetzky-Klasse；ハンガリー語:Radetzky csatahajóosztály)は、オーストリア＝ハンガリー帝国海軍の戦艦(Schlachtschiff)である。準弩級戦艦に数えられる。

## 概要
前級までのオーストリア＝ハンガリー帝国海軍の戦艦は、同時期の他国の戦艦と比較して優速であった半面、艦形が小型であったことから主砲口径は24cmであり、火力において劣っていた。本級は主砲として30.5cm砲を採用し、副砲も大口径化して火力の大幅な増強を図ったものである。
本級の建造は前級エルツヘルツォーク・カール級戦艦が就役を始めた1905年から計画され、同級と並行して1907年から1910年にかけて3 隻がトリエステのスタビリメント・テクニコ・トリエスティーノで起工した。各艦は、それぞれ帝国内の名家や貴族にちなみ、ラデツキー、エルツヘルツォーク・フランツ・フェルディナント、ズリーニと命名された。

## 艦形
本級は、エルツヘルツォーク・カール級と比べ主砲・副砲ともに口径を大型化し、また前級では副砲をケースメイト（装甲砲座）配置としていたが、本級では左右舷側の前後に1 基ずつ搭載した連装式の副砲塔に収め、射撃指揮の効率化も図っている。ケースメイトにはより小口径の速射砲を搭載した。副砲の整理により艦上構造物の配置も整理され、ラデツキー級はスマートな外観を持つ戦艦となった。
本級の船体形状は乾舷の高い平甲板型船体で、艦首には衝角が設けられていた。主砲は、前後甲板上に30.5cm連装主砲塔各1基をダブルエンダーで配置。艦中央部に艦橋・ミリタリーマスト形式の単脚の前後檣、2本の煙突がある。ミリタリーマストとはマストの上部あるいは中段に軽防御の見張り台を配置し、そこに37mm～47mmクラスの機関砲（速射砲）を配置したものである。これは、当時は水雷艇による奇襲攻撃を迎撃するために遠くまで見張らせる高所に対水雷撃退用の速射砲あるいは機関砲を置いたのが始まりである。形状の違いはあれどこの時代の列強各国の大型艦に多く用いられた様式であった。本級のミリタリーマストは外部に梯子を持つ円筒状となっており、頂部と中段に見張り台が設けられていた。

## 武装

### 主砲

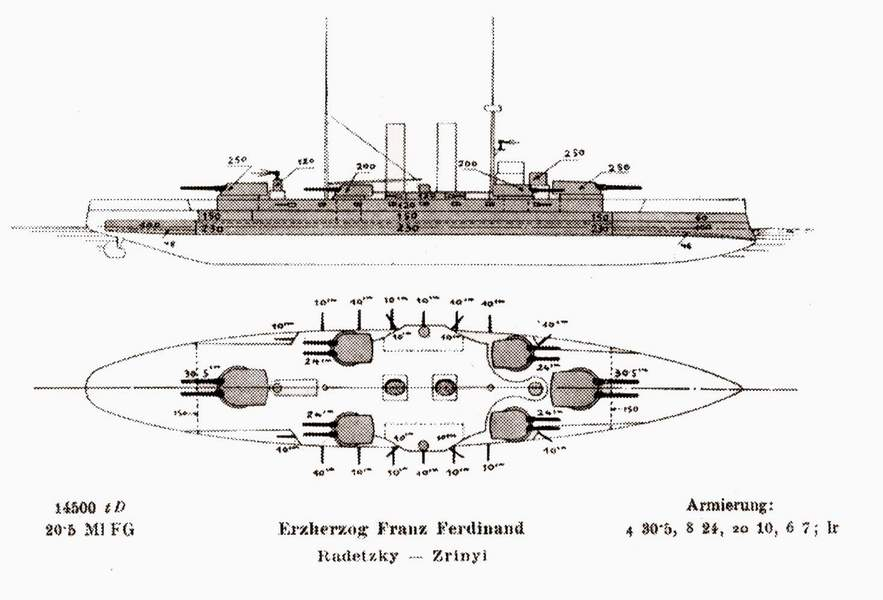
本級の武装・装甲の配置図。

本級の主砲は、帝国内の火砲メーカーであるシュコダ社の新設計の1910年型 K10 30.5 cm（45口径）砲を採用した。当時の30.5cm砲弾としては重量級に属する砲弾重量450kgの徹甲弾を、最大仰角20度で射程20,000mまで届かせることができた。砲塔の装填機構は仰角2度の固定角度装填形式で、砲身の俯仰能力は仰角20度から俯角3度であり、旋回角度は、首尾線方向を0度として左右140度までの旋回が可能であった。発射速度は毎分2発であった。

### その他の備砲・水雷兵装
本級は、副砲として装甲巡洋艦の主砲並みのシュコダ 24 cm（45口径）砲を採用した。この砲を楔型の連装副砲塔に収めて4基を搭載した。対水雷艇用として、シュコダ K11 10 cm（47口径）単装砲を舷側ケースメイト部に20基装備した。近接戦闘用としてはシュコダ 7 cm（50口径）速射砲を単装砲架で6基、オチキス 47 mm（43口径）機砲を単装砲架で4基、オチキス 37mm（23口径）5連装回転式機砲を4基搭載した。他に、陸戦用として7cm（18口径）野砲2門を搭載した。
水雷兵装として45cm水中魚雷発射管単装3基を装備した。

## 艦歴

### 実戦
第一次世界大戦が勃発すると、本級はオーストリア＝ハンガリー帝国海軍の主力艦の一つとして実戦に参加、当初はエーゲ海で、後にモンテネグロとアルバニア近海で活動した。しかしながら、その活動は様々な要因により限定的なものとならざるを得なかった。
ネームシップのラデツキーは、1914年10月に反オーストリアを掲げたモンテネグロ王国軍を支援していたフランス軍のコトルの砲台に砲撃を加え、これを破壊した。1915年5月24日には、本級3隻は重要港となっていたイタリア沿岸部の砲撃を実施した。エルツヘルツォーク・フランツ・フェルディナントは、主力艦隊とともにアンコーナを砲撃した。ズリーニはセニガリアの港湾施設を砲撃し、ラデツキーはポテンツァの鉄道橋を砲撃した。
その後、オーストリア＝ハンガリー帝国海軍は、数的に優勢な連合国側海軍との無理な交戦を避けて戦力を維持し、連合国側が一定の戦力を控置せざるを得なくする戦略（現存艦隊主義）を採り、本級各艦についても温存策が採られることとなった。

### 帝国崩壊
1918年10月までに、オーストリア＝ハンガリー帝国はイタリアによる接収を防ぐため艦隊をユーゴスラヴィア方面へ移動する準備を行った。帝国自体は10月27日に連合国に降伏し、ハンガリーが独立してオーストリアとなった。領内各国の独立によりオーストリアは海岸線を失って内陸国となり、そのため残存する艦隊をいずれかの国家に引き継ぐ必要が生じた。イタリアが艦艇を接収して軍事力を増すことは得策ではないと考えたオーストリアは、帝国から分離独立した新生国家スロベニア人・クロアチア人・セルビア人国に海軍を引き渡すことを取り決めた。
11月11日にはカール1世が退位して帝政が廃止されたが、その前日である11月10日には、スロベニア人・クロアチア人・セルビア人国の士官は船員を集めてラデツキーとズリーニを操艦し、これらをプーラから離脱させた。しかし、彼らはプーラの防波堤を出たところでイタリア艦隊が接近するのを発見した。ズリーニとラデツキーはアメリカ海軍旗を掲げ、アドリア海をダルマチア・スプリト近海のカステッリ湾まで航行した。
彼らはアメリカ海軍の部隊に対して、会合し、降伏を受諾するよう訴えた。付近にいたアメリカ海軍の駆潜艇の一部隊がこれを受け入れた。しかしながら、講和条約締結の課程で、戦勝国となった連合国はオーストリアとスロベニア人・クロアチア人・セルビア人国間での艦隊譲渡協定を承認しない運びになった。そして、連合国は各々オーストリア艦船を接収することにした。最終的に、ヴェルサイユ条約とサン＝ジェルマン条約による取り決めにより3隻はイタリア政府へ引き渡され、1921年にエルツヘルツォーク・フランツ・フェルディナントとズリーニが、1926年にラデツキーが解体された。

## 同型艦

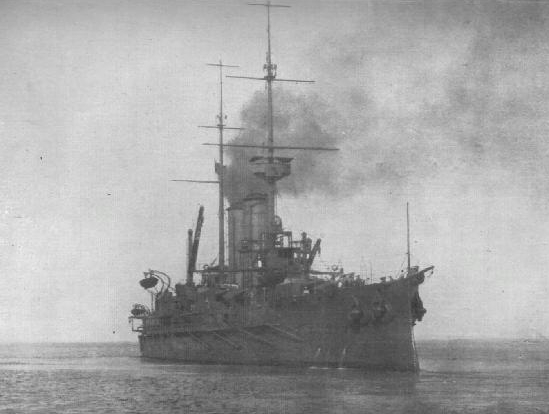
アメリカ海軍時代のズリーニ

| 艦名                                                                         | 起工        | 進水        | 竣工        | 退役        | 解体  |
| ---------------------------------------------------------------------------- | ----------- | ----------- | ----------- | ----------- | ----- |
| エルツヘルツォーク・フランツ・フェルディナント SMS Erzherzog Franz Ferdinand | 1907/ 09/12 | 1908/ 09/30 | 1910/ 06/05 | -           | 1921/ |
| ラデツキー SMS Radetzky                                                      | 1917/ 11/26 | 1909/ 07/03 | 1911/ 01/05 | -           | 1926/ |
| ズリーニ SMS Zrínyi                                                          | 1909/ 01/20 | 1910/ 04/12 | 1911/ 09/15 | 1920/ 11/07 | 1921/ |

- アメリカ海軍時代のズリーニ